# Jordi Gonzalvo Solà
Jordi Gonzalvo Solà, nascut a Barcelona el 13 de juny de 1947, és un exjugador i entrenador de futbol català. És fill de Josep Gonzalvo (Gonzalvo II) que va ser jugador, entrenador i directiu del FC Barcelona.

## Carrera esportiva
Jugador de futbol a les categories inferiors del Futbol Club Barcelona, i després jugador diversos equips catalans entre ells la Unió Esportiva Sant Andreu, CD Blanes, Cerdanyola, i d'altres.
Entrenador nacional de futbol que ha dirigit entre d'altres el Cadis Club de Futbol, Club Esportiu Castelló, Llevant Unió Esportiva, Nàstic de Tarragona, UE Lleida, Unió Esportiva Figueres, Terrassa Futbol Club, Unió Esportiva Sant Andreu i la UDA Gramenet.
Ha estat comentarista de TV3, Televisió de Catalunya, en anàlisis tècniques de les retransmissions de Segona divisió A i Segona divisió B en el període 2001 - 2018.